# Colonne Nelson (Londres)
Pour les articles homonymes, voir Colonne Nelson.
La colonne Nelson désigne, au centre de Londres, la statue de l'amiral Horatio Nelson sur une colonne qui domine Trafalgar Square.

## Description
Du haut de sa colonne, la statue de Nelson domine Trafalgar Square, afin dit-on, que l'amiral puisse voir la mer. En effet, son navire amiral, le HMS Victory, le plus vieux navire appareillé dans le monde, est toujours accessible au public en rade de Portsmouth.
Cette colonne construite en granite et en bronze dans le style corinthien, entre 1840 et 1843, mesure 44 mètres de hauteur. La partie haute de la colonne et la statue commémorative de l'amiral Nelson furent dessinées par William Railton. La sculpture fut, elle, réalisé par Edward Hodges Baily.
Le bas de la colonne se compose d'une plate forme ornée par quatre lions en bronze (Anciens canons français coulés en ces lions) destinés « à la protéger ». Ils ont été sculptés en 1867 par Sir Edwin Landseer.
La légende familiale des Carter prétend que le père d'Howard Carter, peintre animalier, a réalisé les dessins originaux du lion (sculpté par Edwin Landseer) à la base de la colonne.

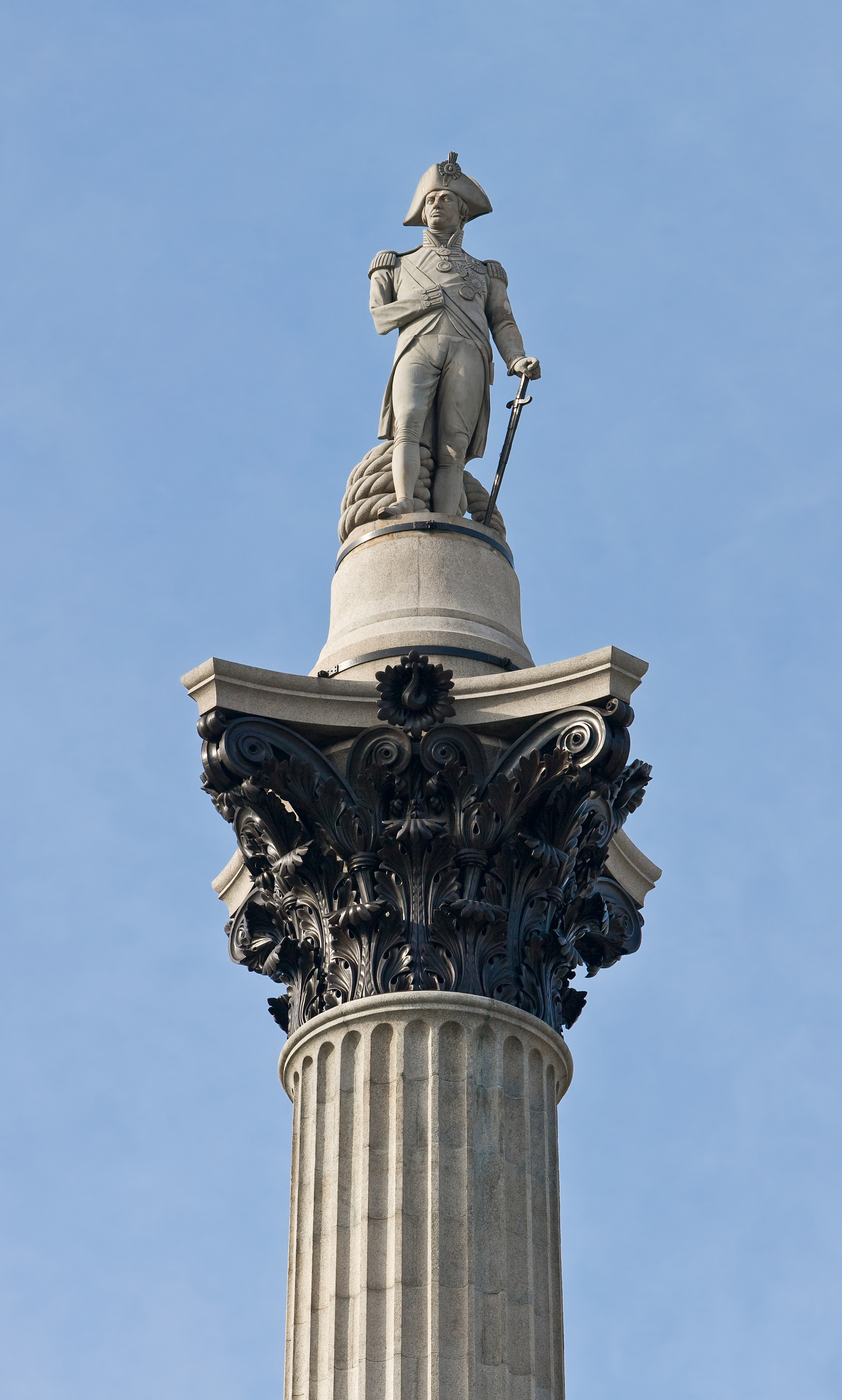
Statue de Nelson en haut de la colonne.

## Détournement
Le 17 décembre 2015, Disney transforme la Colonne Nelson en sabre laser pour la promotion de Star Wars, épisode VII : Le Réveil de la Force en payant 24 000 £,.